# 1. Bockenheimer FC 1899
Der 1. Bockenheimer FC 1899 war ein Fußballverein aus dem Frankfurter Stadtteil Bockenheim.

## Geschichte
Der Verein wurde 1899 gegründet und gehörte damit zu einer ganzen Reihe von Fußballvereinen, die in den Jahren 1899 und 1900 in der Mainmetropole entstanden sind. Dazu zählen unter anderem die beiden Vorläufervereine der Eintracht, Victoria 1899 und Frankfurter Kickers, sowie der FSV Frankfurt. Wie für viele andere Frankfurter Fußballer auch war der Spielort der Bockenheimer die sogenannte „Hundswiese“ nördlich der Frankfurter Innenstadt, wo sie sich am südlichen Rand der drei bestehenden Plätze (der Germania, der Victoria und der Kickers) parallel zur Miquelstraße ein eigenes Spielfeld absteckten. Die Bockenheimer traten im hellblauen Sweater mit gelber Schärpe und dem gelben Imkerzeichen – dem Stadtwappen Bockenheims – auf der Brust sowie weißen Hosen an.
Als im Januar 1900 mit dem Deutschen Fußball-Bund die erste reichsweite Dachorganisation entstand, zählte der 1. Bockenheimer FC als einer von 86 Vereinen zu den Gründungsmitgliedern. Im selben Jahr traten die Bockenheimer dem kurz zuvor gegründeten ersten lokalen Fußballverband, dem Frankfurter Association Bund, bei, der im Herbst 1900 seine erste Meisterschaftsrunde austrug. Der 1. FC belegte hier zwar nur den dritten und damit letzten Platz, war aber dennoch für die Endrunde des Verbands Süddeutscher Fußball-Vereine um die süddeutsche Meisterschaft qualifiziert, verzichtete aber auf die Teilnahme.
Der Bockenheimer FC machte sich auch durch seine Spiele gegen Vereine außerhalb der Stadt einen Namen. So fand zum Beispiel das erste dokumentierte Spiel der 1901 gegründeten Offenbacher Kickers gegen den FC Bockenheim 1899 statt und endete 2:1 für die Lederstädter.
Nachdem einige Spieler im Herbst des Jahres 1901 zur Armee eingezogen worden waren, löste sich der Verein zu Beginn des dritten Jahres seines Bestehens auf. Von den Spielen der FAB-Runde 1901/02 trug er nur drei aus und trat zu den Rückspielen ab dem 1. Dezember 1901 nicht mehr an. Für den 20. Oktober 1901 ist noch ein Freundschaftsspiel gegen Victoria dokumentiert (0:2). Die verbliebenen Spieler verteilten sich auf andere Vereine des Stadtteils bzw. wurden Mitgründer derselben. Der FV Amicitia 1901 Bockenheim (gegründet am 11. November 1901), der FC Germania 1901 Bockenheim, die Bockenheimer FVgg 1901 sowie der FC Helvetia 1902, die Vorläufer des später auch überregional erfolgreichen und heute noch bestehenden Vereins Rot-Weiss Frankfurt entstanden alle in den Jahren 1901 und 1902. Einer der Begründer des Bockenheimer FC, Justus Riese, war in den 1920er Jahren Vorsitzender des SC Rot-Weiß.
Um einen eigenen Spielbetrieb abseits der bestehenden Fußballverbände aufzuziehen, gründeten die Bockenheimer Vereine im Frühjahr einen eigenen Verband, den Bockenheimer Fußball-Bund, der aber nur kurze Zeit bestand.